# François Bonnemer
François Bonnemer (Falaise, 1638 – Parigi, giugno 1689) è stato un pittore, disegnatore e incisore francese.

## Biografia

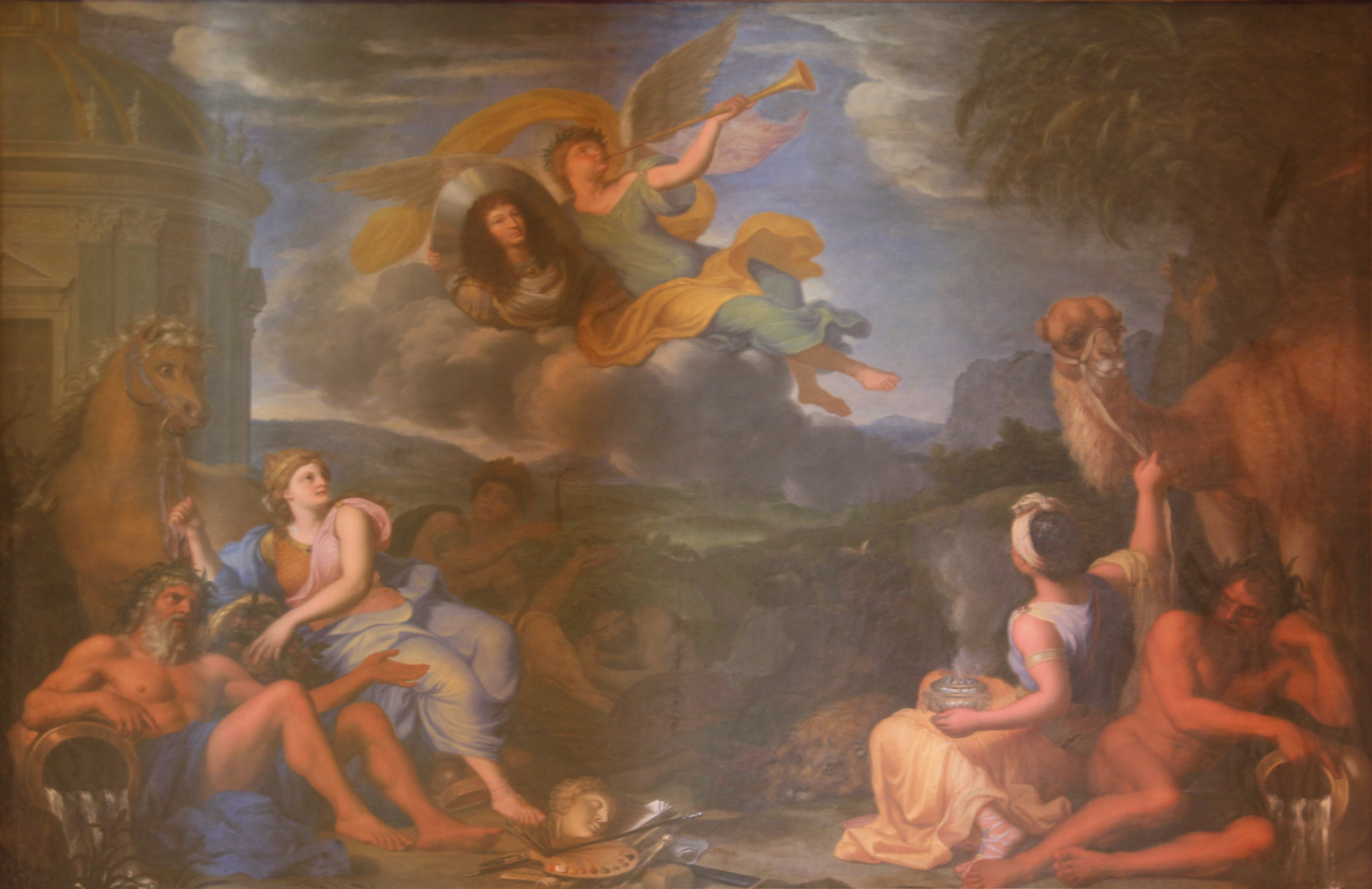
La fama annuncia alle quattro parti del mondo le meraviglie del regno di Luigi XIV, Reggia di Versailles (Prix de Rome 1665-1666).

François Bonnemer vinse il Prix de Rome nel 1665 e fu eletto all'Académie royale de peinture et de sculpture il 5 gennaio 1675 con l'opera di ricevimento Apollo insegue Dafne (olio su tela, Montauban, Museo Ingres).
Nel 1672 sposò Catherine Mosin, figlia di Jean Mosin, tappezziere del re. Il registro parrocchiale dell'antica chiesa di sant'Ippolito elenca tra i testimoni Charles Le Brun, primo pittore del re, direttore generale delle manifatture reali e Jean-Baptiste Tuby, uno scultore italiano naturalizzato francese nel 1672 che lavorava a Versailles.
François Bonnemer morì a Parigi nel palazzo della Manifattura dei Gobelins e venne sepolto il 10 giugno 1689 nella chiesa di sant'Ippolito.

## Opere
Tra le sue opere vi fu un Mosè e il roveto ardente, tratto da un dipinto di Charles Le Brun, anche se la maggior parte del suo lavoro proviene dalla Manifattura dei Gobelins. Ha realizzato infatti i cartoni d'arazzi a partire da modelli italiani come Giulio Romano per la Storia di Scipione.
Ha inoltre realizzato copie di opere italiane come La Cananea da un dipinto di Annibale Carracci (esposto al Museo delle belle arti di Digione).
- L'età del bronzo, olio su tavola, 40,6 × 51,7 cm, Parigi, Museo del Louvre.
- L'età del ferro, olio su tavola, 39,9 × 51,8 cm, Parigi, Museo del Louvre.